# Arguisuelas (kommunhuvudort)
Arguisuelas är en kommunhuvudort i Spanien.   Den ligger i provinsen Provincia de Cuenca och regionen Kastilien-La Mancha, i den centrala delen av landet, 170 km öster om huvudstaden Madrid. Arguisuelas ligger 1 028 meter över havet och antalet invånare är 160.
Terrängen runt Arguisuelas är platt västerut, men österut är den kuperad.  Trakten runt Arguisuelas är nära nog obefolkad, med mindre än två invånare per kvadratkilometer. Närmaste större samhälle är Carboneras de Guadazaón, 5,7 km norr om Arguisuelas. 